# Seul contre sept
Pour plus de détails, voir Fiche technique et Distribution.
Seul contre sept (Duello nella Sila) est un film d'aventures italien réalisé par Umberto Lenzi et sorti en 1962.

## Synopsis
En Lucanie vers 1850, le bandit Rocco Gravina et sa bande attaquent une diligence, la dévalisent et tuent les voyageurs. Parmi les victimes se trouve Dina Franco, qui se rendait chez son frère Antonio. Ce dernier jure une vengeance sanglante. Dans une ferme isolée, il fait la connaissance de Maruzza et tombe amoureux d'elle. Avec son aide, il parvient à pénétrer dans le camp des criminels. Après avoir gagné la confiance de Rocco, il est accepté dans la bande.
Dans le camp se trouve également l'Anglaise Parker, qui veut faire un reportage sur le fameux chef des brigands. Sur l'insistance d'Antonio, elle lui révèle les noms des membres de la bande. Mais Mlle Parker paie de sa vie son imprudence.
Rocco connaît désormais la véritable identité d'Antonio. Celui-ci est maintenant seul face à Rocco et à ses six acolytes. Antonio réussit à décimer la bande des sept avec brio. Une fois la bande éliminée, il peut commencer une nouvelle vie avec Maruzza. 

## Fiche technique
- Titre français : Seul contre sept ou Au-delà de la vie ou Duel dans la Sila[1]
- Titre original italien : Duello nella Sila[2]
- Réalisation : Umberto Lenzi
- Scénario : Ugo Guerra (it), Luciano Martino
- Photographie : Augusto Tiezzi
- Montage : Jolanda Benvenuti (it)
- Musique : Gino Filippini (it)
- Décor : Peppino Piccolo
- Costumes : Walter Patriarca (it)
- Maquillage : Massimo Giustini
- Producteur : Fortunato Misiano
- Société de production : Romana Film (it)
- Pays de production :  Italie
- Langue originale : italien
- Format : Couleur par Eastmancolor • 2,35:1 • Son mono • 35 mm
- Genre : aventure, western spaghetti
- Durée : 96 minutes (1 h 36)
- Dates de sortie :
  - Italie : 21 avril 1962
  - France : 5 décembre 1962

## Distribution
- Fernando Lamas : Antonio Franco
- Liana Orfei : Maruzza
- Armand Mestral : Rocco Gravina
- Lisa Gastoni : Miss Leonor Barker
- Enzo Cerusico : Nilo
- Nino Vingelli : Sila
- Vincenzo Musolino : Rete
- Gino Buzzanca : Baron Cartieri
- Edoardo Toniolo : Don Salvatore
- Loris Gizzi : L'intendant
- Daniela Igliozzi : Dina Franco
- Ignazio Balsamo :
- Tullio Altamura (en) : Le sergent
- Emma Baron :
- Nada Cortese :
- Franco Jamonte :
- Genny Magenti :
- Gino Marturano : Ventre
- Diego Michelotti :
- Amedeo Trilli : Ninco Nanco